# 140 mm морско оръдие Тип 3
140 mm/50 оръдие Тип 3 е морско оръдие с калибър 140 mm, използвано във флота на Япония в периода 1920-те – 1940-те години. Обозначението е свързано с годината на разработката (1914 г. след Христа съответства на 3 година от периода Тайшо).

## Описание
Разработката на 140 mm оръдия с дължина на ствола от 50 калибъра започва в Япония преди Първата световна война за замяна на оръдията 152 mm/40 и 152 mm/45 конструкция на „Армстронг“, а също и 152 mm/50 на „Викерс“ (Тип 41), 45 kg снаряди на които са прекалено тежки за японските разчети (в частност, при оръдията 152 mm/40 вместо проектните 12 изстрела/минута те достигат едва 4 и/м). Освен това, 152 mm оръдия са прекалено големи за вече построените към този момент японски леки крайцери.
Оръдието е прието на въоръжение през април 1914 г., производството започва през 1916 г., първите от тях са поставени на линейния кораб „Исе“, влязъл в строй през 1917 г. Установката за него е проектирана от инженер Хада, от Арсенала в Куре.
През октомври 1918 г. на въоръжение постъпва подобрен образец, известен като „тип 3“. Оръдието има следните характеристики: калибър 140-mm, общата дължина на ствола със затвора 5968 mm, брой на нарезите 42, начална скорост на снаряда 855 m в сек, максимална далечина на стрелба при ъгъл на възвишение от 35° 19 750 m, живучест на ствола 500 – 600 изстрела. Налягане на барутните газове от 2910 kg/sm², скорострелност 7 – 10 изстрела в минута, ъгъл на възвишение максимален – 35°, ъгъл на снижение максимален – 7°, маса на снаряда 38 kg.
Тип 3 бързо остарява морално (съгласно Вашингтонското съглашение максималният и дефакто стандартен калибър за леките крайцери става 155 mm), но продължава да се намира на въоръжение в Императорския флот на Япония до края на Втората световна война.
До наши дни е достигнала една еднооръдейна установка, която е свалена от потъналия линкор „Муцу“ и сега се намира в музея „Ямато“ в Куре.

## Видове установки
Единични установки тип „A“ с полукръгъл щит за поместване в каземати:
Линейни кораби тип „Исе“ – 20 (16 след модернизацията);
Линейни кораби тип „Нагато“ – 20 (18 след модернизацията);
Линейни кораби тип „Тоса“ – 20 (по проект, на достроения като самолетоносач „Кага“ не се използват);
Линейни кораби тип „Кии“ – 16 или 20 (по проект, корабите от този тип не са залагани);
Линейни крайцери тип „Амаги“ – 16 (по проект, на достроения като самолетоносач „Акаги“ не се използват);
Единични палубни установки тип „A“ с кубичен щит:
Леки крайцери тип „Тенрю“ – 4;
Леки крайцери тип „Кума“ – 7;
Леки крайцери тип „Нагара“ – 7;
Леки крайцери тип „Сендай“ – 7;
Самолетоносача „Хошо“ – 4 (преди модернизацията);
Сдвоени палубни установки тип „B“:
Минният заградител „Окиношима“ – 2;
Плавбазата „Дзингей“ – 2;
Хидросамолетоносачът „Нисшин“ – 3;
На лекия крайцер „Юбари“ има 2 единични и 2 сдвоени кулоподобни установки, на леките крайцери от типа „Катори“ 2 подобни сдвоени установки, а на крайцерите от типа „Нин Хай“ 3.

## Боеприпаси
Всички 140 mm оръдия Тип 3 се комплектоват с изстрели с разделно зареждане. Основният заряд представлява копринен картуз с бездимен барут с маса 10,97 kg (37DC) или 10,33 kg (40C и 50C). Също има и олекотени заряди 35C2, 40С2 и 50С2, а също и леките 20C2, 20C3, 20T2 и 35C2.
| Снаряд                      | Дължина | Маса на снаряда | Маса на заряда | Взривател                             | Година на приемане на въоръжение |
| --------------------------- | ------- | --------------- | -------------- | ------------------------------------- | -------------------------------- |
| Полубронебоен               | 55,0 cm | 38,0 kg         | 2,0 kg         | Тип 3 № 1 Тип 13 № 1                  | 1916                             |
| Учебен                      | 55,0 cm | 38,0 kg         | —              | —                                     | 1919                             |
| Осветителен                 | 55,0 cm | ?               | 1,62 kg        | с двойно действие, за 30 и 50 секунди | 1926                             |
| Фугасен № 4                 | 55,0 cm | 38,0 kg         | 2,86 kg        | Тип 88                                | 1929                             |
| Полубронебойни модели 1 и 2 | 55,0 cm | 38,0 kg         | 2,0 kg         | Тип 13 № 1                            | 1934                             |
| Осветителен с парашут       | 55,0 cm | ?               | 1,78 kg        | Тип 91 Модел 1 за 55 секунди          | 1938                             |
| Фугасен Тип 0               | 55,0 cm | 38,0 kg         | 2,86 kg        | Тип 91 Модел 1                        | 1940                             |
| Фугасен Тип 2               | 55,0 cm | 38,0 kg         | 2,6 kg         | Тип 13 № 1                            | 1942                             |
| Запалителен                 | ?       | ?               | ?              | Тип 91 Модел 1                        | 1941 – 1942                      |
| Гмуркащ                     | 57,3 cm | 42,0 kg         | 2,86 kg        | ?                                     | 1943                             |

Фугасните и полубронебойните снаряди имат бойна част с тринитрофенол (шимоза), запалителният – със заряд на основата на термита.

## Аналози
САЩ 152 mm/53 Mk.16
 Русия 130 mm /55 образец 1913 г.
 Великобритания 140 mm/50 BL Mk.I, 5,25" QF Mark I
 Германия 150 mm/45 SK
 Франция 138,6 mm/40 Model 1923, 138,6 mm/40 Model 1927
 Италия 135 mm/45 OTO/Ansaldo